# Tytsjerksteradiel
Tytsjerksteradiel (in olandese Tietjerksteradeel ) è una municipalità dei Paesi Bassi di 32 260 abitanti situata nella provincia della Frisia.